# Автошлях E15
Європейський маршрут Е15 — європейський автомобільний маршрут категорії А, що з'єднує Інвернесс (Велика Британія) на півночі й Альхесірас (Іспанія) на півдні. Довжина маршруту — 3610 км.

## Міста, через які проходить маршрут
Маршрут Е15 проходить через 3 європейські країни і включає поромну переправу з Дувра в Кале.
- (1 040 км): Інвернесс - Перт - Единбург - Ньюкасл - Понтефракт - Донкастер - Пітерборо - Гантінгдом - Лондон - Фолкстон - Дувр - пором -
- (1 250 км): Кале - Аррас - Комп'єнь - Руассі-ан-Франс - Париж - Массі - Осер - Шалон-сюр-Сон - Макон - Анс - Во-ан-Велен - Ліон - Сен-Прієст - Валанс - Оранж - Нім - Монпельє - Безьє - Нарбонн - Перпіньян
- (1 320 км): Жирона - Барселона - Таррагона - Кастельон-де-ла-Плана - Валенсія - Аліканте - Мурсія - Альмерія - Малага - Альхесірас

Е15 пов'язаний з маршрутами
|  | - E16 - E18 - E20 - E22 - E13 - E30 |  | - E402 - E40 - E17 - E19 - E44 - E50 |  | - E05 - E54 - E60 - E21 - E601 - E62 |  | - E70 - E713 - E714 - E80 - E11 - E09 |  | - E90 - E901 - E902 - E25 |

## Фотографії

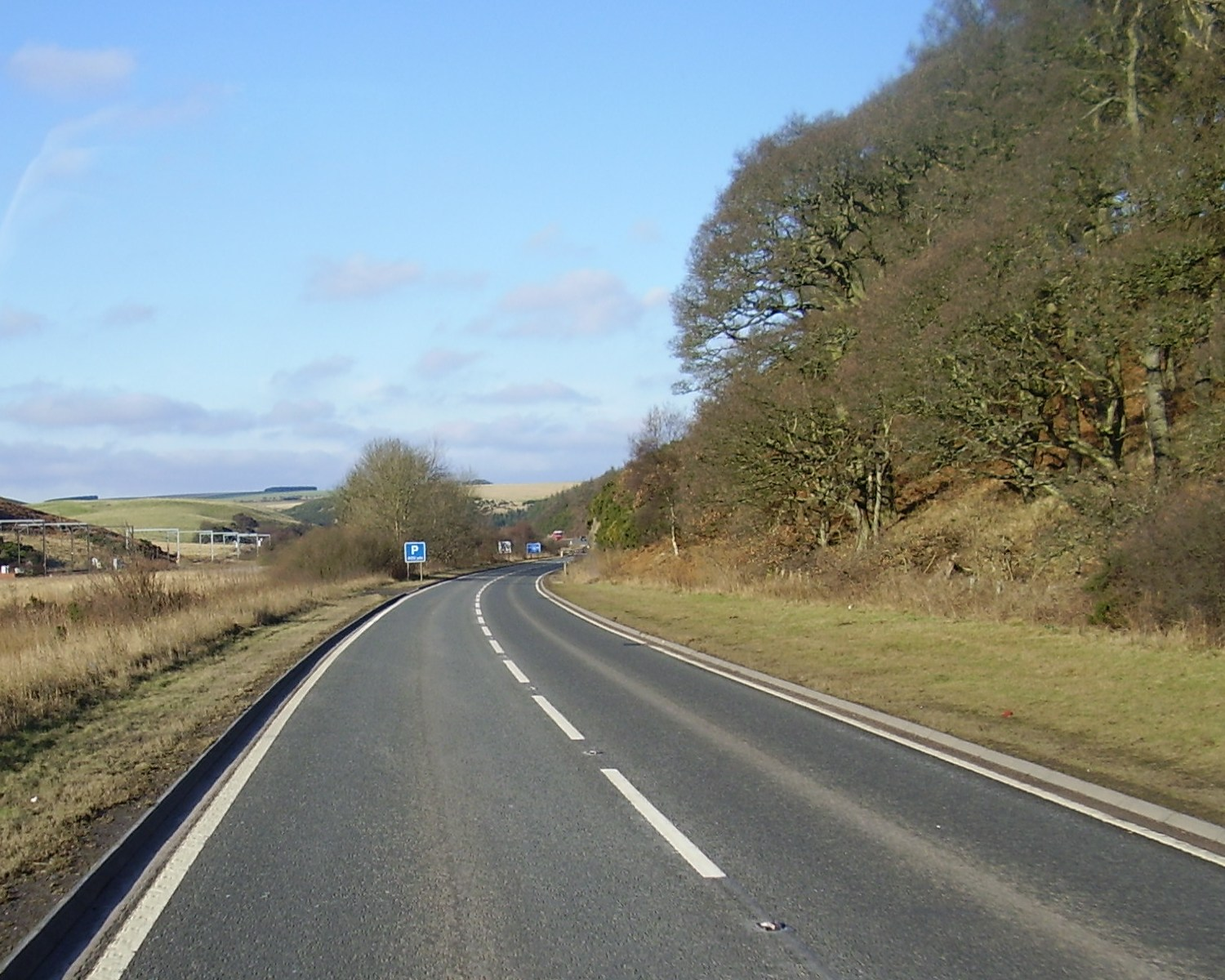
Е15 в  Шотландії
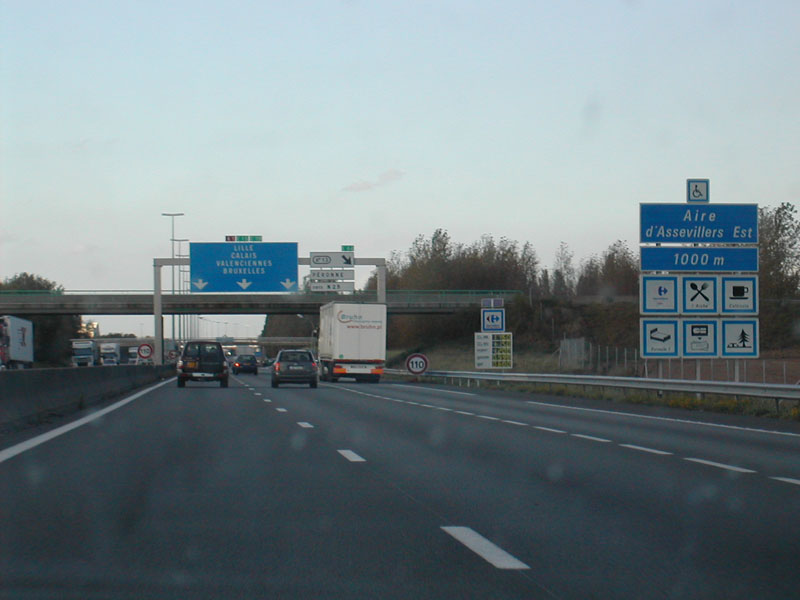
Е15 у Франції
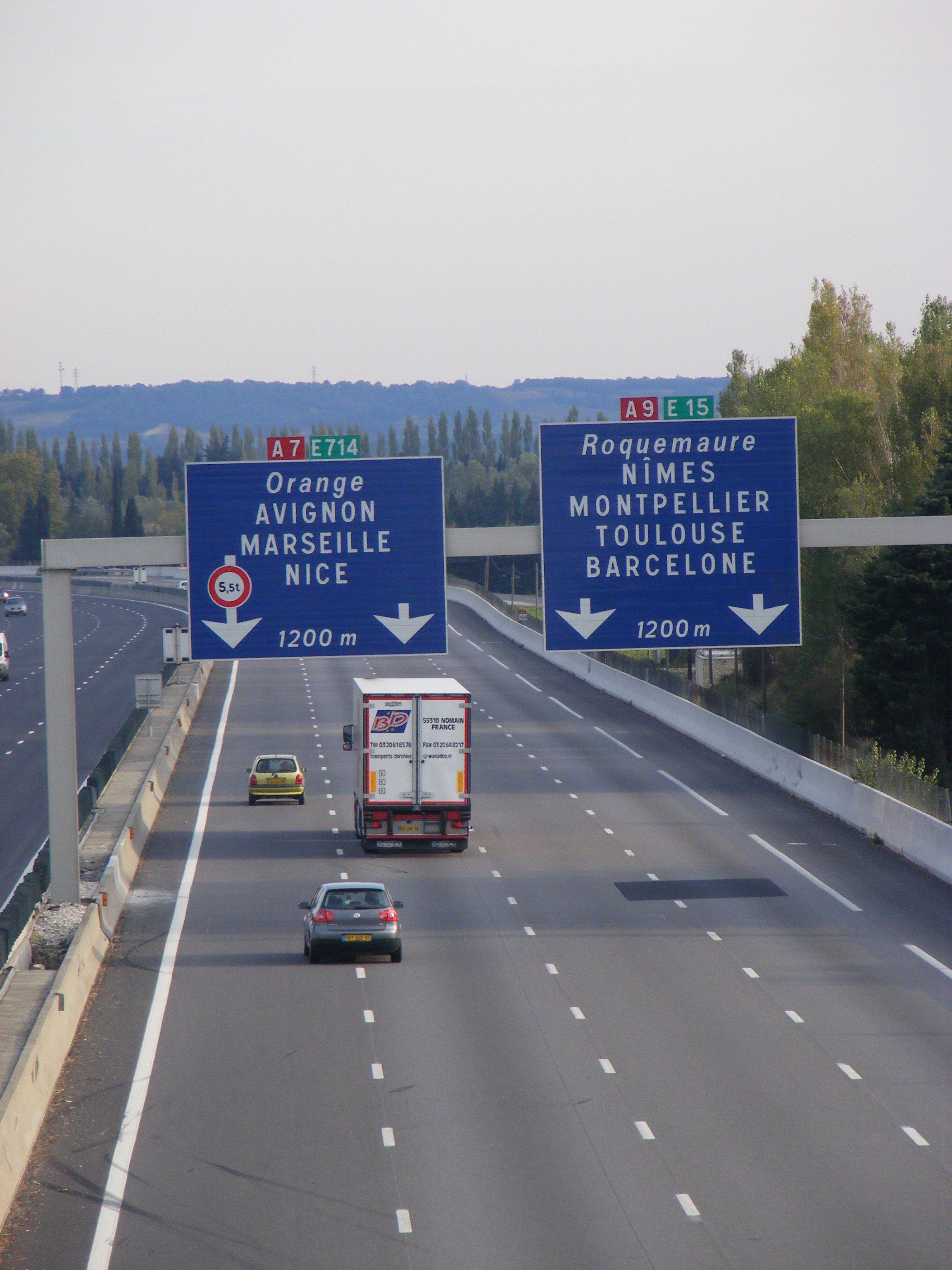
Е15 у Франції
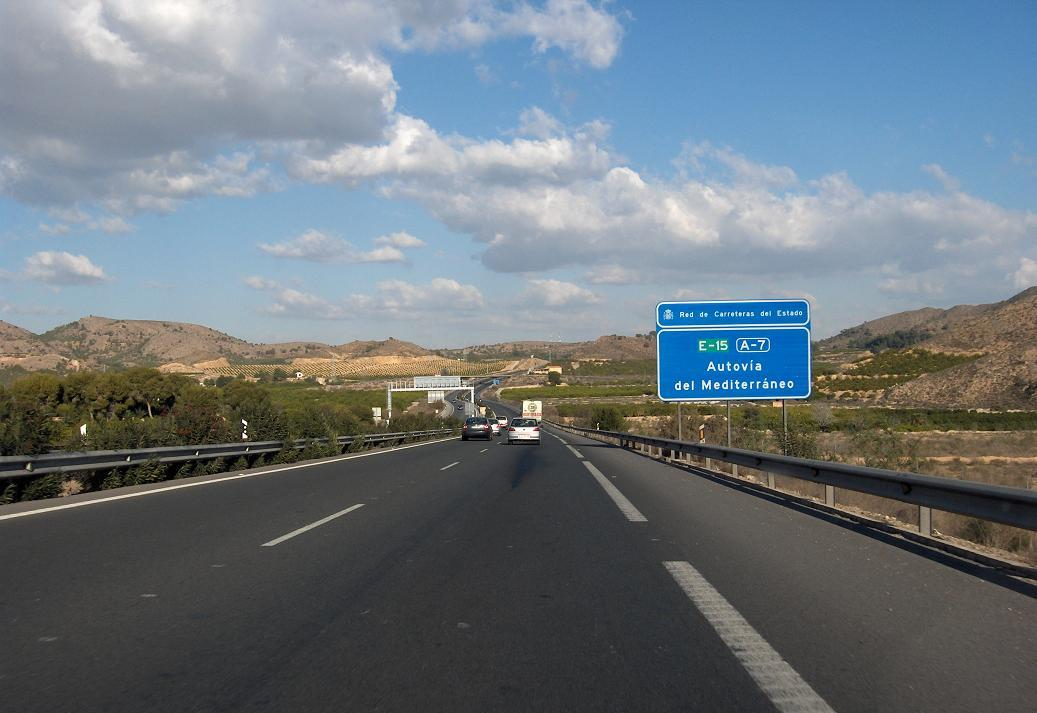
Е15 в Іспанії
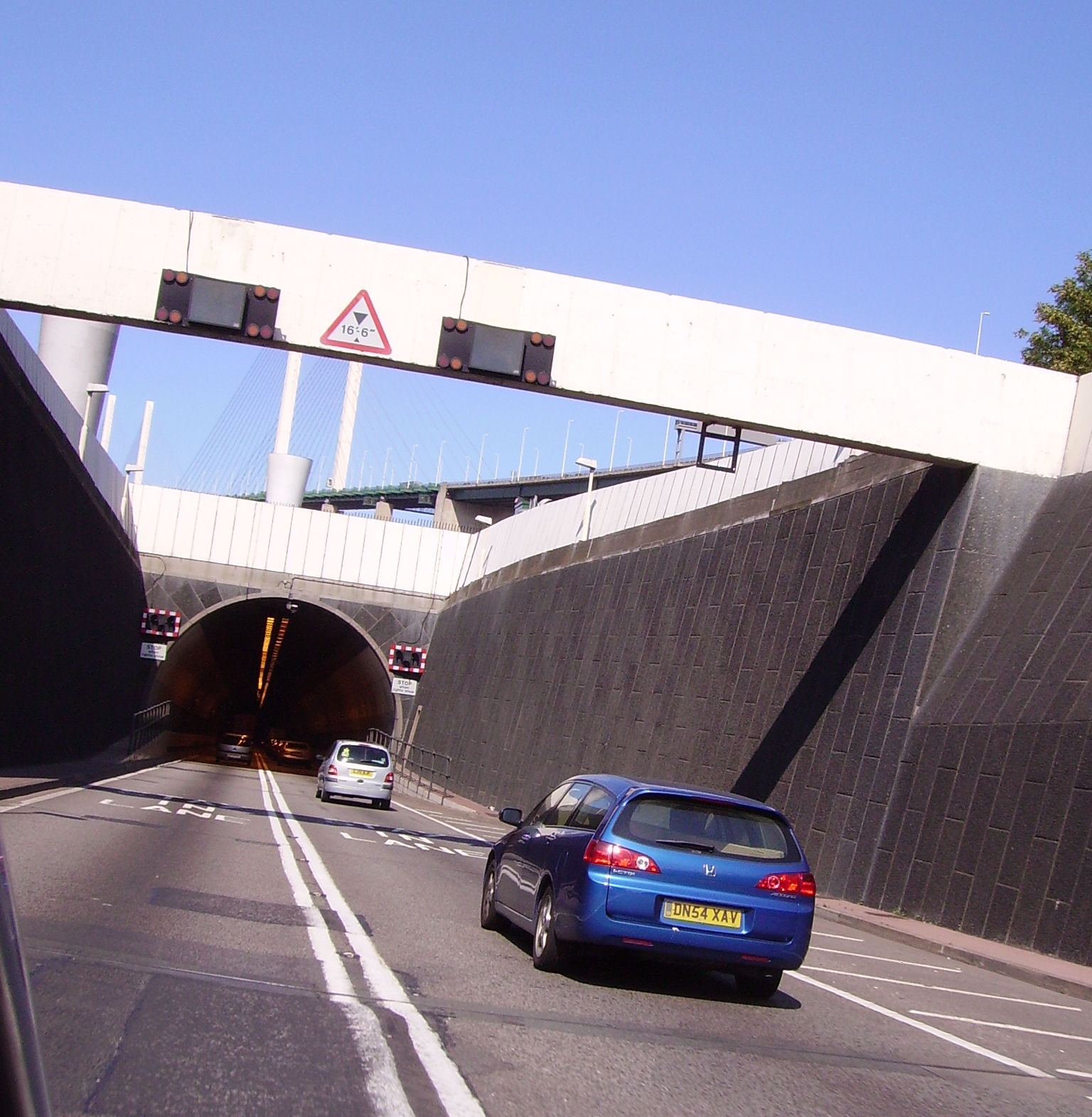
Тунель в Лондоні
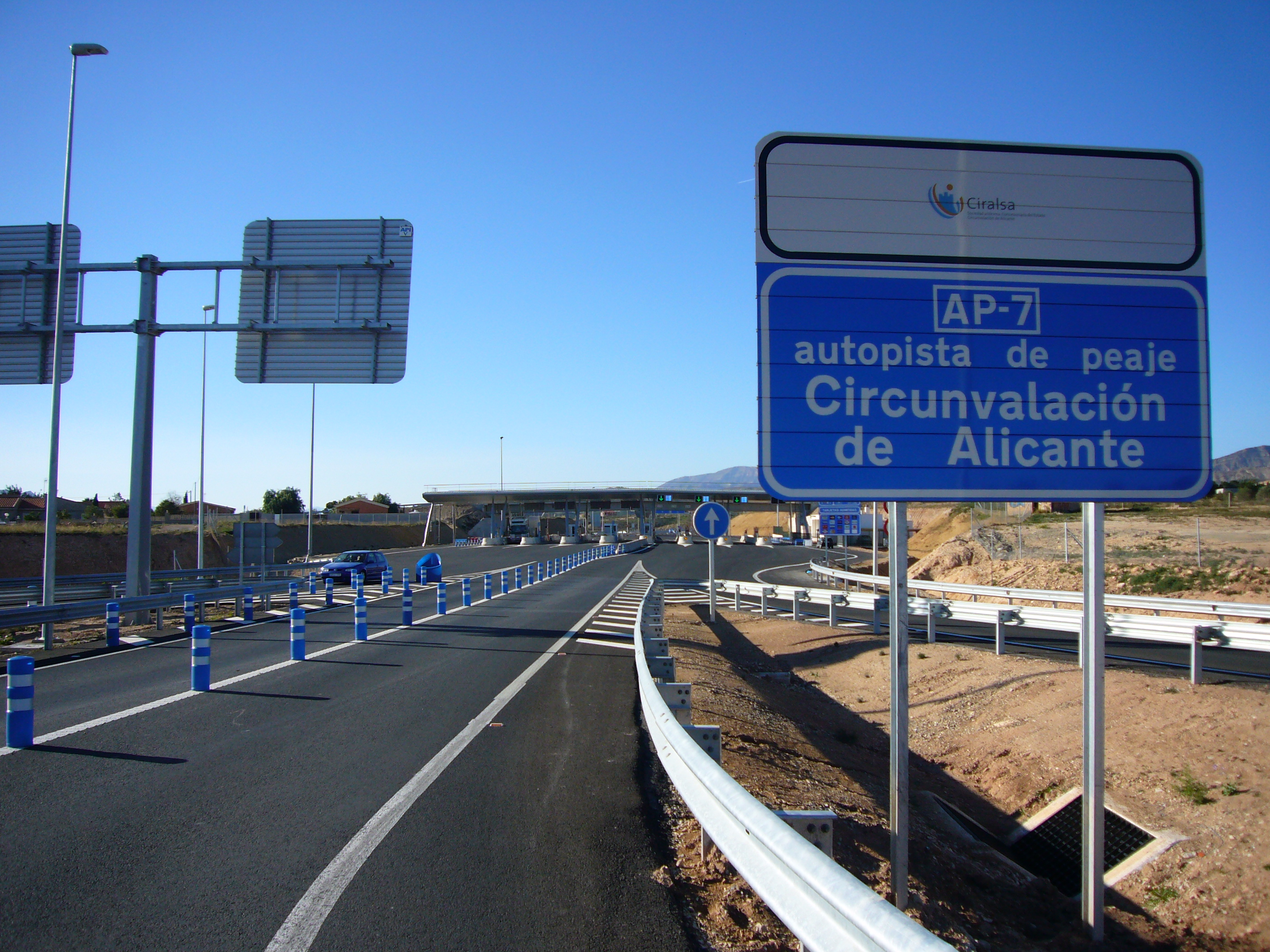
Е15 в Аліканте
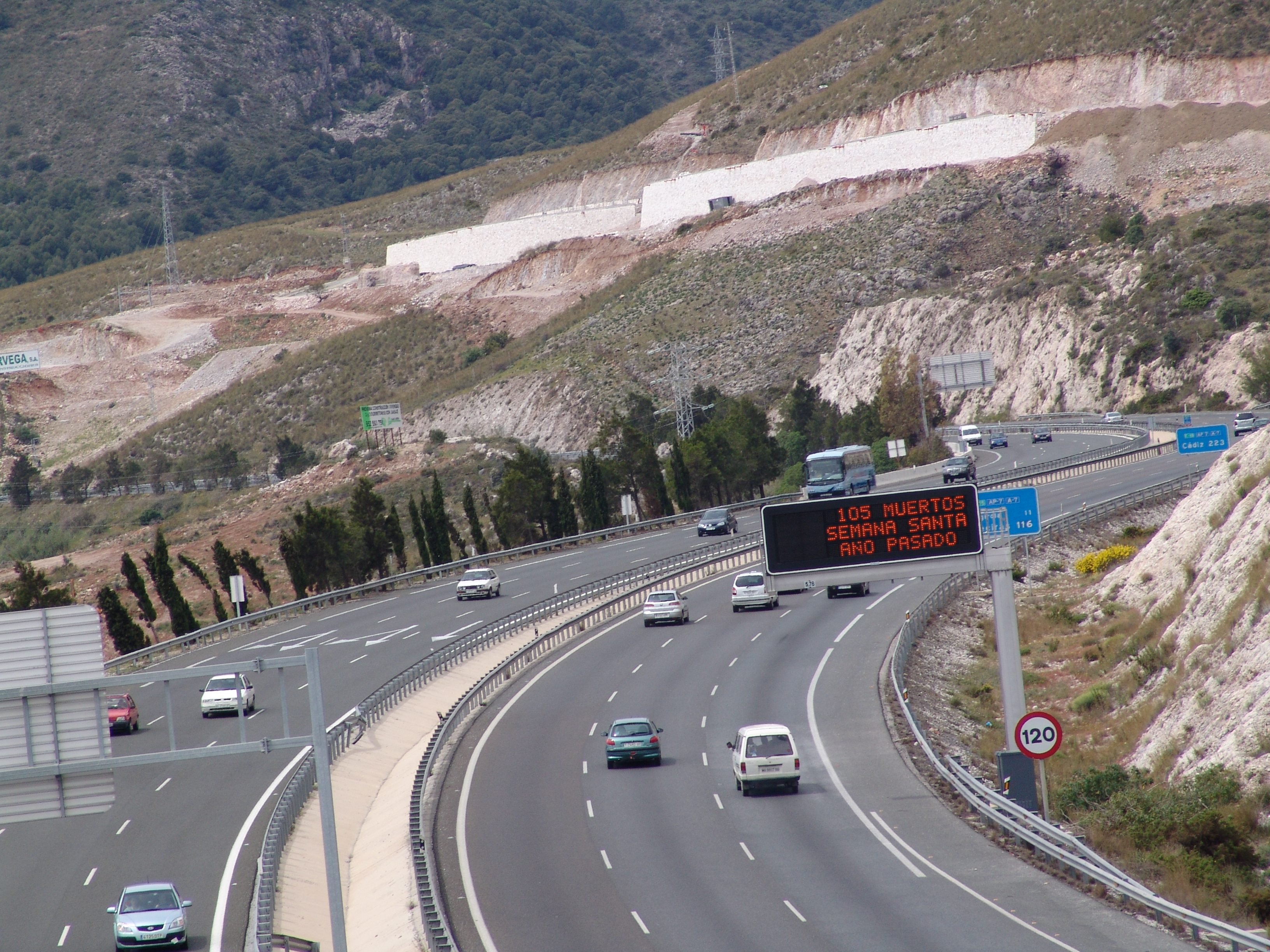
Е15 в Малазі

## Див. Також
- Мережа європейських автошляхів
- Автомагістралі Франції